# 倉田文人
倉田 文人（くらた ふみんど、1905年1月25日 - 1988年1月28日）は、日本の映画監督、脚本家、映画プロデューサーである。

## 人物・来歴

### 日活現代劇からインドネシアへ
1905年（明治38年）1月25日、大分県速見郡山香町（現在の同県杵築市山香町）に生まれる。
1929年（昭和4年）、日活太秦撮影所現代劇監督部に入社、木村次郎に師事、同年、木村の監督した『名なし鳥』に助監督としてクレジットされる。同撮影所の同部で、溝口健二や田坂具隆に師事する助監督の熊谷久虎と知り合う。1932年（昭和7年）、谷幹一主演の『とかく女と言ふものは』で監督に昇進した。
1934年（昭和9年）、新たに開所した日活多摩川撮影所（現在の角川大映撮影所）に異動する。1938年（昭和13年）に手がけた『北へ帰る』で監督としての評価を得る。1940年（昭和15年）に手がけた『沃土万里』が、同撮影所での最後の作品となる。
1942年（昭和17年）、太平洋戦争に従軍する。インドネシアのジャカルタで、「インドネシア映画芸術家連盟」を組織する。1943年（昭和18年）に『セレベス新聞』が行った座談会に、当時、ジャワ映画会社理事長の大宅壮一、映画監督の石本統吉、東宝営業部長の三橋哲夫、美術家の河野鷹思、作曲家の飯田信夫、活動弁士の松井翠声、大阪商科大学教授の別枝篤彦、小説家の武田麟太郎とともに参加している。倉田はそこで、インドネシアの映画製作の状況として、ジャカルタに6か所、スラバヤ、マランにそれぞれ1か所の撮影所があり、技術者はほとんどが華僑であって、インドネシア人がいないことを述べ、その状況に対して、倉田は、映画製作等の文化指導を行っていたようである。倉田は、日本映画社ジャカルタ撮影所インドネシア映画部長として、『南の願望』（監督Rd・アリフィエン、1944年）を製作している。当時のジャワの宣伝班には、ほかにも、小説家の阿部知二、漫画家の横山隆一、画家の小野佐世男らがいた。

### 藝研
1945年（昭和20年）8月15日の第二次世界大戦終了後は、1947年（昭和22年）に東横映画で、『女だけの夜』を監督することで、日本の商業映画界に復帰している。1949年（昭和24年）には、旧知の元同僚・熊谷久虎を代表に、映画芸術研究所（藝研、芸研プロダクション）を設立、俳優ブローカーの星野和平、映画監督の森永健次郎、俳優の佐分利信らとともに取締役に名を連ねた。設立第1作は、倉田が「クラタ・フミンド」名義で監督した『殿様ホテル』であった。
芸研は1951年（昭和26年）に一度解散するが、星野が新東宝に取締役として入社した1955年（昭和30年）には第2期として再始動し、倉田が監督した『ノンちゃん雲に乗る』が、新東宝で配給される。ほかには、記録映画を手がけた。
1988年（昭和63年）1月28日、死去した。満83歳没。
大映で活躍した女優の倉田マユミは娘。

## フィルモグラフィ
特筆のないものはすべて「監督」のみ。
- 『名なし鳥』 : 監督木村次郎、製作日活太秦撮影所、1929年11月9日公開 - 助監督
- 『とかく女と言ふものは』 : 製作日活太秦撮影所、1932年6月3日公開 - 監督デビュー作
- 『小市民』 : 製作日活太秦撮影所、1932年12月15日公開 - 監督・脚本
- 『女性陣』 : 製作日活太秦撮影所、1933年4月27日公開
- 『恋知る頃』 : 製作日活太秦撮影所、1933年公開
- 『晴れて二人で』 : 製作日活太秦撮影所、1934年4月19日公開
- 『紅い唇紅い頬』 : 製作日活多摩川撮影所、1934年8月15日公開 - 監督・脚本
- 『深夜の太陽』 : 製作日活多摩川撮影所、1935年9月5日公開
- 『試験地獄』 : 製作日活多摩川撮影所、1936年3月19日公開
- 『口笛吹いて百万両』 : 製作日活多摩川撮影所、1936年10月23日公開 - 監督・脚本
- 『蒼氓』 : 監督熊谷久虎、製作日活多摩川撮影所、1937年2月18日公開 - 脚本
- 『悦ちゃん』 : 製作日活多摩川撮影所、1937年2月28日公開 - 監督・脚本
- 『悦ちゃん乗り出す』 : 製作日活多摩川撮影所、1937年6月17日公開 - 監督・脚本
- 『若しも月給が上がったら』 : 製作日活多摩川撮影所、1937年8月25日公開
- 『悦ちゃんの千人針』 : 製作日活多摩川撮影所、1937年11月25日公開 - 監督・脚本
- 『北へ帰る』 : 製作日活多摩川撮影所、1938年9月15日公開 - 監督・脚本
- 『沃土万里』 : 製作日活多摩川撮影所、1940年2月1日公開 - 監督・原作・脚本
- 『南の願望』 : 監督Rd・アリフィエン、製作日本映画社ジャカルタ撮影所インドネシア映画部、1944年 - 製作
- 『女だけの夜』 : 製作東横映画、1947年11月4日公開
- 『五人の目撃者』 : 製作東横映画、1948年8月3日公開
- 『殿様ホテル』 : 製作芸研プロダクション、1949年3月1日公開 - 監督・脚本（「クラタ・フミンド」名義）
- 『地獄の笛』 : 製作芸研プロダクション、1949年5月9日公開 - （「クラタ・フミンド」名義）
- 『嫁入物語』 : 製作理研映画、ドキュメンタリー映画、1950年11月公開
- 『ノンちゃん雲に乗る』 : 製作新東宝、1955年6月7日公開 - 監督・脚本
- 『柿の木のある家』 : 監督古賀聖人、1955年11月15日公開 - 企画
- 『ノイローゼ兄さんガッチリ娘』 : 製作新東宝、1956年4月18日公開